# Jakub Jabłoński (grafik)
Jakub Jabłoński (ur. 1981 w Łodzi) – polski ilustrator, grafik i reżyser filmów animowanych.

## Życiorys
Tworzy ilustracje i okładki do książek m.in. dla wydawnictwa Runa oraz gier karcianych i planszowych.
Wspólnie z pisarzem Jackiem Dukajem otrzymał w 2009 nagrodę Śląkfa za powieść Wroniec, do której wykonał ilustracje.
Od 2008 pracuje w Platige Image jako reżyser, dyrektor artystyczny i twórca ilustracji. W 2009 zaprojektował elementy graficzne do filmu Kinematograf w reżyserii Tomasza Bagińskiego. Wspólnie z Bartkiem Kikiem wyreżyserował dwa krótkometrażowe filmy animowane: Lekcja nieskończoności (2008) i Kultura (2011).